# Rencontre East
Rencontre East är en ort i Kanada.   Den ligger i provinsen Newfoundland och Labrador, i den östra delen av landet, 1 600 km öster om huvudstaden Ottawa. Rencontre East ligger 68 meter över havet och antalet invånare är 141. Den ligger vid sjön Rencontre Lake.
Terrängen runt Rencontre East är huvudsakligen kuperad, men åt sydost är den platt. Havet är nära Rencontre East åt sydväst. Trakten är glest befolkad. Närmaste större samhälle är Belleoram, 19,8 km sydväst om Rencontre East. 